# جورج ويليام جونز
جورج ويليام جونز (بالإنجليزية: George William Jones)‏ هو عالم سياسة بريطاني، ولد في 4 فبراير 1938، وتوفي في 14 أبريل 2017.